# مهدي إبراهيم أسيري
مهدي إبراهيم أسيري (مواليد 17 يونيو 1996 في البحرين) هو لاعب كرة قدم بحريني يجيد اللعب في خط الوسط.

## المسيرة الرياضية

### الأندية
في 17 ديسمبر 2003 أقام نادي البسيتين الحفل الختامي لمهرجان كرة القدم للصغار تحت رعاية محافظ المحرق وتم توزيع الجوائز على الفرق الفائزة واللاعبين المتميزين خلال المهرجان الذي كان من ضمنهم أسيري الذي منح جائزة أصغر لاعب مشارك.
في 1 يوليو 2014 تم تصعيد أسيري (18 سنة) إلى الفريق الأول بنادي المنامة. في موسمه الأول 2014-2015 وفي بطولة الدوري الممتاز ساهم في احتلال فريقه المركز الثالث بفارق 7 نقاط عن البطل المحرق. وفي بطولة كأس ملك البحرين ساهم في وصول فريقه إلى الدور الربع النهائي عندما خسر من المحرق 1-3. وفي بطولة كأس الخليج للأندية فشل فريقه في التأهل إلى الدور الربع النهائي بعدما احتل المركز الثالث الأخير في المجموعة الثالثة بفارق 3 نقاط عن صاحب المركز الثاني كاظمة الكويتي.
في موسمه الثاني 2015-2016 وفي بطولة الدوري الممتاز ساهم في احتلال فريقه المركز السابع بفارق نقطة واحدة عن منطقة الهبوط. وفي بطولة كأس ملك البحرين ساهم في وصول فريقه إلى الدور الربع النهائي عندما خسر من المحرق 2-6. وفي بطولة كأس الاتحاد البحريني فشل فريقه في التأهل إلى الدور النصف النهائي بعدما احتل المركز الثالث في المجموعة الثانية بفارق 3 نقاط عن صاحب المركز الثاني الرفاع الشرقي.
في موسمه الثالث 2016-2017 وفي بطولة الدوري الممتاز ساهم في احتلال فريقه المركز الرابع بفارق 3 نقاط عن البطل المالكية. وفي بطولة كأس ملك البحرين ساهم في تتويج فريقه بالبطولة بعدما تغلب في المباراة النهائية على المحرق 2-1 ليحقق أسيري أولى بطولاته مع الأندية. وفي بطولة كأس الاتحاد البحريني فشل فريقه في التأهل إلى الدور النصف النهائي بعدما احتل المركز السادس في المجموعة الثانية بفارق 6 نقاط عن صاحب المركز الثاني البحرين.
في موسمه الرابع 2017-2018 وفي بطولة الدوري الممتاز ساهم في احتلال فريقه المركز الثالث بفارق 16 نقطة عن البطل المحرق. وفي بطولة كأس ملك البحرين ساهم في وصول فريقه إلى الدور الربع النهائي عندما خسر من النجمة 1-2 في مجموع المباراتين. وفي بطولة كأس السوبر البحريني ساهم في تتويج فريقه بعدما تغلب على المالكية بركلات الترجيح ليحقق أسيري ثاني بطولاته مع الأندية. وفي بطولة كأس النخبة البحريني فشل فريقه في التأهل إلى الدور النصف النهائي بعدما احتل المركز الثالث الأخير في المجموعة الثانية بفارق نقطة واحدة عن صاحب المركز الثاني النجمة. وفي بطولة كأس الاتحاد الآسيوي فشل فريقه في التأهل إلى الدور النصف النهائي لغرب آسيا بعدما احتل المركز الرابع الأخير في المجموعة الثانية بفارق 11 نقطة عن المتصدر العهد اللبناني.
في 15 أغسطس 2018 انتقل أسيري (22 سنة) من المنامة إلى البحرين البحريني (الدرجة الثانية) بالإعارة لمدة موسم واحد. في موسمه الوحيد 2018-2019 وفي بطولة دوري الدرجة الثانية ساهم في احتلال فريقه المركز السادس. وفي بطولة كأس ملك البحرين ساهم في وصول فريقه إلى الدور 16 حينها خسر من الشباب 2-3 في مجموع المباراتين. وفي بطولة كأس الاتحاد البحريني ساهم في وصول فريقه إلى الدور النصف النهائي حينها خسر من الأهلي 0-2. في 30 يونيو 2019 انتهت الإعارة وعاد أسيري إلى المنامة.
في موسمه الخامس 2019-2020 وفي بطولة الدوري الممتاز ساهم في احتلال فريقه المركز السادس بفارق 4 نقاط عن منطقة الهبوط. وفي بطولة كأس ملك البحرين ساهم في وصول فريقه إلى الدور النصف النهائي عندما خسر من المحرق 1-3 في مجموع المباراتين. وفي بطولة كأس السوبر البحريني خسر فريقه من الرفاع بركلات الترجيح. وفي بطولة كأس الاتحاد البحريني فشل فريقه في التأهل إلى الدور النصف النهائي بعدما احتل المركز الثاني في المجموعة الثانية بفارق 5 نقاط عن المتصدر الرفاع الشرقي.
في موسمه السادس والأخير 2020-2021 وفي بطولة الدوري الممتاز ساهم في حصد فريقه 17 نقطة من 9 مباريات. وفي بطولة كأس ملك البحرين ساهم في وصول فريقه إلى الدور الربع النهائي عندما خسر من الحد 0-3. وفي بطولة كأس الاتحاد البحريني ساهم في حصد فريقه 4 نقاط من مباراتين.
في 14 فبراير 2021 انتقل أسيري (27 سنة) من المنامة إلى قلالي البحريني (الدرجة الثانية) في صفقة انتقال حر. في موسمه الوحيد 2020-2021 وفي بطولة دوري الدرجة الثانية ساهم في احتلال فريقه المركز التاسع قبل الأخير بفارق 22 نقطة عن صاحب المركز الثالث الاتفاق المؤهل للعب في ملحق الصعود.

## الإنجازات
- المنامة (2)
  - كأس ملك البحرين (1): 2017/2016
  - كأس السوبر البحريني (1): 2017